# Химия
Химията е наука, която изучава състава, структурата и свойствата на веществата (химичните елементи и техните съединения), както и превръщането на едни вещества в други в хода на различни химични реакции. Като природна наука химията изучава строежа на веществото, съставено от атоми, молекули и йони, и обяснява химичните процеси с помощта на понятията енергия и ентропия.
Дяловете на химията се групират според вида на изучаваните вещества или според начина на изследване. Така неорганичната химия изучава неорганичните вещества, органичната химия – органичните съединения, биохимията – веществата и химичните процеси в живите организми, физикохимията – трансформациите на енергията при химичните процеси, аналитичната химия – състава и структурата на веществата. През последните години се обособяват множество специализирани и интердисциплинарни области, като неврохимията – химичното изучаване на нервната система.

## История на химията
Първата химична реакция, овладяна от човека, е горенето. Въпреки това в продължение на хилядолетия огънят е считан за мистична сила, която превръща едно вещество в друго (дървото – в пепел, водата – в пара), като при това се отделят светлина и топлина. Огънят участва в множество дейности на хората от ранните общества – както в бита (например готвене и осветление), така и в производството (грънчарство, топене на метали, изработка на тухли и направа на инструменти).
Древните хора са се опитвали да разберат защо различните вещества имат различни свойства (цвят, плътност, аромат), защо съществуват в различни агрегатни състояния (газообразни, течни и твърди) и защо реагират по различен начин, когато са изложени например на температурни промени. Обща черта на древните теории е опитът да се открият малък брой първични елементи, които съставят всички останали вещества в природата. Вещества като въздуха, водата и почвата, различни форми на енергия, като огъня и светлината, и по-абстрактни понятия като идеите, етера и небето са често срещани в древните цивилизации, например в гръцката, индийската, китайската и тази на маите. Всички те считат въздуха, водата, земята и огъня за основни елементи.

### Атомизъм в Древна Гърция
Един от първите научни опити за обяснение на някои химични явления е древногръцкият атомизъм, който възниква едновременно с учението за четирите основни елемента – огън, вода, въздух и земя. За основатели на атомизма се смятат философите Левкип и Демокрит, които заявяват, че атомите са най-малките, неделими частици материя. Приблизително по същото време подобна концепция разработва индийският философ Канада. Тези теории са изцяло умозрителни поради липсата на емпирични данни. Без научни доказателства е лесно да се отрече съществуването на атомите. Аристотел се обявява против съществуването на атомите през 330 г. пр.н.е.

### Алхимически период
Алхимическият период (III–XVII век) е времето на търсене на философския камък. Алхимическата теория, основана на античните представи за четирите елемента, се преплита с астрологията и мистиката. Алхимическият период се разделя на три по-малки периода: александрийски, арабски и европейски.

#### Александрийска алхимия
В Александрия става съединяване на теориите на Платон и Аристотел с практическите знания за веществата, свойствата им и преобразуванията им. Смята се, че самото название „химия“ произхожда от древното название на Египет – „Кем“ или „Хем“. Понякога се счита, че терминът идва от гръцки – χυμος или χυμενσιζ.
Основният предмет на изучаване на алхимията са металите. В преплитането с астрологията се ражда и специфична символика и съответствие: сребро – Луна, живак – Меркурий, мед – Венера, злато – Слънце, желязо – Марс, калай – Юпитер, олово – Сатурн. Покровител на химията в Александрия става египетският бог Тот или неговият гръцки аналог Хермес. От този период са останали и някои писмени доказателства, че египетските алхимици са познавали амалгамата – процеса на позлатяване и извличането на злато и сребро от руди.
Сред най-важните представители на гръцко-египетската алхимия, чието имена за дошли до наши дни, може да се отбележат Болос Демокритос, Зосим Панополит и Олимпиодор Млади. Написаната от Болос книга „Физика и мистицизъм“ (около 200 г. пр.н.е.) се състои от четири части, занимаващи се със злато, сребро, скъпоценни камъни и пурпур. Болос предлага за първи път идеята за преобразуването на металите – превръщането на един метал в друг (особено неблагородни метали в злато), която се превръща в основна задача на алхимичния период. Зосим в своята енциклопедия (3 век) определя химията като изкуството за правене на злато и сребро, описва тетрасомат – поетапен процес на получаване на изкуствено злато, и по-специално обръща внимание на забраната за разкриване на тайните на това изкуство.
От александрийския период са запазени много херметични текстове, които представляват опит за философско-мистично обяснение на трансформациите на веществата, включително известният „Изумрудена таблица“ на Хермес Трисмегист.
Сред безспорните практическите постижения на гръцко-египетските алхимици трябва да се включат откриването на амалгамирането. Амалгама на златото започва да се прилага при позлатяването. Александрийските учени подобряват метода за извличане на злато и сребро от руди, като за целта широко използват живак, произвеждан от цинобър или каломел. В допълнение към практическата стойност, уникалната способност на живака да образува амалгама допринася за третирането на живака като „специален, първичен“ метал. Алхимиците разработват начин за почистване на златото.

#### Арабска алхимия
Теоретичната основа на арабската алхимия продължава да бъде учението на Аристотел. Въпреки това развитието на алхимична практика изисква нова теория, основана върху химичните свойства на веществото. Джабир ибн Хайян (Гебер), смятан за баща на химията от мнозина, в края на 8 век разработва нова теория за произхода на металите, според която металите се образуват на два различни принципа. Златото е смятано за съвършен метал и Джабир смята, че за неговото получаване се изисква специално вещество, което той нарича философски камък (Lapis Philosophorum), или еликсир. Този еликсир е трябвало да притежава и много други свойства – да лекува болести и дори да дава безсмъртие. Живачно-сярната теория е теоретична основа на алхимията за следващите няколко века. В началото на 10 век, друг виден арабски алхимик, Ар-Рази (Разес), усъвършенства тази теория, като добавя към живака и сяра на принципа на твърдостта, или философската сол.
Арабската алхимия, за разлика от Александрийската, е доста рационална, мистичните елементи в нея са повече по традиция. В допълнение към основната теория на алхимията, по време на арабския етап се раждат понятията лабораторна техника и оборудване, методика на експеримента и апаратура. Арабските алхимици безспорно достигат несъмнени практически успехи – те извличат антимон, арсен, и очевидно, фосфор, произвеждат оцетна киселина и разреждат разтвори на минерални киселини. Важно събитие при арабските алхимици е създаването на рационална фармация и аптеки, като е разработена традицията на древната медицина.

#### Европейска алхимия
Научните разработки на арабските алхимици постепенно проникват в Средновековна Европа през 13 век. Техните съчинения и книги са преведени най-напред на латински, а след това и на други европейски езици. В Европа към символиката на алхимията се прибавят много елементи от митологията и християнската религия. В европейската алхимия има много повече мистика, отколкото в арабската. Както църковните, така и светските власти нееднократно забраняват заниманията с алхимия. Данте Алигиери в своето най-известно произведение, „Божествена комедия“, поставя в осмия кръг на ада всички онези, които се занимават с алхимия. В същото време тя процъфтява в манастирите и кралските дворове.
Сред най-големите имена на европейските алхимици могат да се отбележат Алберт Велики, Роджър Бейкън, Арналдо де Виланова, Реймонд Лулий и Васил Валентин. Р. Бейкън дава определение на алхимията както следва: „Алхимията е наука за това как да се подготви състава, или еликсира, който, когато се добави към неблагородни метали, ги прави перфектни метали“.
Към началото на 14 век европейската алхимия за първи път постига значителни успехи и по този начин е в състояние да се съревновава и победи арабската по отношение на разбиране на свойствата на материята. През 1270 г. италианският алхимик Бонавентура при опитите си да получи универсален разтворител, получава разтвор на амониев хлорид в азотна киселина, който може да разтваря златото, наричано още царя от металите (оттам произлиза и названието на този разтвор – царска вода). Псевдо-Гебер, един от най-значимите средновековни европейски алхимици, които работят в Испания през 14 век и който подписва своите съчинения с името Гебер, прави подробно описание на концентрирани минерални киселини (сярна киселина и азотна киселина). Използването на тези киселини в алхимичната практика води до значително увеличение на знанията на алхимиците за веществата.
В средата на 13 век в Европа започва производството на барут, като първото му описание (дадено не по-късно от 1249 г.) очевидно е направено от Р. Бейкън (често упоменаван от монах Б. Шварц, което дава основание да бъде считан за основател на барутното дело в Германия). Появата на огнестрелното оръжие е силен стимул за по-нататъшното развитие на алхимията и преплитането ѝ със занаятчийската химия.

### Раждане на химията като наука
През 1605 г., сър Франсис Бейкън, публикува „Усъвършенстване и напредък на обучението“, в което се съдържа описание на това, което по-късно ще бъде известно като научен метод. През 1615 г. Жан Бегин публикува Tyrocinium Chymicum, ранен учебник по химия, и в него включва първото по рода си химично уравнение.
Смята се, че Робърт Бойл, наричан понякога и от някои бащата на химията, прилага и усъвършенства съвременния научен метод и започва да отделя по този начин химията от алхимията. Той е атомист, но предпочита думата корпускула, или частица, вместо атом. Има различни приноси в химията, като законът на Бойл, опити за изработване на корпускулярна теория и полагане основите на химичната революция. През 1754 г. Джоузеф Блек изолира въглероден диоксид, който той нарича „фиксиран въздух“. Карл Вилхелм Шееле и Джоузеф Пристли независимо един от друг изолират кислород, наречен „огнен въздух“.
Но човекът, който официално е признат за основоположник на съвременната химия, е Антоан Лавоазие, френски учен, формулирал закона за запазване на масата през 1789 година. Независимо от него, в Русия през 18 век Михаил Ломоносов формулира закона за запазване на веществото при химичните реакции и закона за запазване на енергията, като развива оригинални схващания за молекулния строеж и природата на топлината. С това химията придобива строго количествен характер, което позволява да бъдат направени надеждни прогнози. През 1800 г. Алесандро Волта открива химичната батерия и по този начин слага основите на електрохимията. През 1803 г. Джон Далтон открива няколко важни закона, които по-късно носят неговото име. След като Фридрих Вьолер през 19 век успява (макар и случайно) да синтезира органично съединение от неорганични, се откриват огромни нови възможности за развитие в областта на химията.

#### Периодичната таблица на елементите
В продължение на столетия към списъка на химичните елементи се прибавят нови. За огромно постижение в химията се смята организирането и подреждането на този списък от елементи от руския учен Дмитрий Менделеев. Това спомага да се разбере вътрешната структура на атома. Менделеев не само успява да подреди елементите, но и да предскаже свойствата на тези, които тогава все още не са били открити и местата им в периодичната таблица са били празни – германий, галий и скандий. Той прави това през 1870 година, като галият е открит през 1875 и проявява почти всички свойства, предречени от Менделеев.
След откритията на Ърнест Ръдърфорд и Нилс Бор, отнасящи се до структурата на атома, и особено след откритието на радиоактивността се налага учените драстично да променят някои свои представи за света и природата.

## Основни раздели
Химията обикновено се разделя на няколко основни подобласти, както и на няколко основни интердисциплинарни и по-специализирани области:
- Аналитична химия – анализ на проби от вещества, с цел да се определи техният химичен състав и структура. Част аналитичната химия е създаване на стандартизирани експериментални методи, които намират приложение във всички останали експериментални области на химията.
- Биохимия – изследване на химичните съединения, химичните реакции и химичните взаимодействия, които протичат в живите организми. Биохимията е тясно свързана с органичната химия, както и с молекулярната биология, генетиката, медицинската химия.
- Неорганична химия – изследване на свойствата и реакциите на неорганичните вещества. Разграничението между органична и неорганична химия не е твърдо и двете области понякога се застъпват, например при металоорганичната химия.
- Органична химия – изследване на органичните вещества. По дефиниция органичните вещества са тези, които имат за основа въглероден скелет.
- Теоретична химия – изследване на химията чрез фундаментални теоретични системи, обикновено базирани на математиката и физиката.
- Физикохимия – изучаване на фундаменталните физични свойства, в частност на трансформациите на енергията и динамиката, при химичните системи и процеси. Важни подразделения на физикохимията са химическата термодинамика, химическата кинематика, електрохимията, статистическата механика и спектроскопията. Физикохимията е тясно свързана с молекулярната физика, квантовата химия и теоретичната химия.
- Ядрена химия – изследване на взаимодействията на съставните елементи на атома и на трансмутацията.

Някои други по-тесни области на химията са агрохимията, астрохимията, атмосферната химия, геохимията, колоидната химия, кристалохимията, магнетохимията, математическата химия, неврохимията, петрохимията, радиационната химия, стереохимията, супрамолекулярната химия, термохимията, фотохимията, химичното инженерство, ятрохимията.

## Основни понятия

### Елементарна частица
Елементарните частици са основните градивни блокчета на материята, нейните фундаменти, от които са изградени композитните частици като протоните или неутроните. Стандартният модел във Физиката на елементарните частици класифицира, подрежда и обяснява свойствата и взаимодействията им. Единствената ненаблюдавана, но предсказана теоретично частица от Стандартния модел е Хигс бозонът.

### Атом
Атомът е считан за основната градивна частица на веществото и се състои от плътна централна част, наречена атомно ядро, която е с положителен електричен заряд, заобиколена от облак електрони с отрицателен електричен заряд. Атомното ядро е изградено от протони и неутрони. Електроните в атома са свързани с ядрото с електромагнитна сила. Атомите могат да съществуват в свободно състояние или да се свързват помежду си чрез химична връзка в молекули.

### Молекула
Молекулата е повече или по-малко устойчиво съчетание от определен брой атоми, свързани помежду си чрез химични връзки. Молекулите се считат за неутрални и всичките им валентности са наситени. Молекула, която се състои от огромен брой атоми, се нарича макромолекула.

### Йон
Йоните са електрически заредени частици, образувани при отделяне или приемане на електрони от атоми или молекули. Броят на електроните не е равен на броя на протоните и съответно положително заредените йони се наричат катиони, а отрицателно заредените – аниони.

### Вещество
Химичното вещество е материал с определена и постоянна химическа структура, с други думи физическа субстанция с обособен и специфичен химичен състав. Такива са химичните елементи и химичните съединения.
Вещество в съвременната физика се нарича вид материя, съставена от фермиони или съдържаща фермиони наред с бозони и има маса в покой. Състои се от частици, най-често електрони, протони и неутрони. Последните две образуват ядрата на атомите. При необикновени обстоятелства, например в неутронните звезди, могат да съществуват необичайни видове вещества. Под вещество в биологията се разбира материя, образуваща тъканите на организмите. От химична гледна точка веществата се делят на чисти и смеси.

### Химичен елемент
Химичен елемент се нарича група от атоми с еднакъв брой протони в ядрата си. Атомите на химичните елементи не могат да бъдат разделени или превърнати в други атоми с помощта на химични средства.
Повечето химични елементи могат да образуват няколко прости вещества с различен строеж и различни свойства. Явлението се нарича алотропия, а отделните прости вещества на един елемент могат да преминават от едно в друго чрез химични процеси.

### Химична връзка
Химичната връзка представлява връзката, която се осъществява между атомите или между йоните във веществата. Тя се осъществява чрез обща електронна двойка. Основна причина при свързването на атомите е понижаването на енергията им в хода на взаимодействието, защото телата с по-ниска енергия са по-стабилни, по-устойчиви. Създаването на съвременна теория за химичната връзка стана възможно едва след изясняването на строежа на електронната обвивка на атомите на химичните елементи и утвърждаване на представата за електричната природа на силите, обуславящи химичното сродство между атомите и възникването на химична връзка.

### Химична реакция
Химичната реакция е явление, при което едни вещества се превръщат в други вещества, най-често различни по състав и строеж от изходните. В нея участват градивните частици на веществата – атоми, молекули или йони. В хода на реакцията частиците се прегрупират. Веществата, които се получават при превръщането, се наричат продукти на реакцията. Реакциите протичат, съпроводени от някакви външни признаци: отделяне на газ, топлина или светлина, образуване на утайка от неразтворимо вещество или промяна на цвета. Условията за протичане на реакцията са увеличаване на контактната повърхност на реагентите или на енергията им чрез нагряване.

### Агрегатно състояние
Агрегатното състояние е състояние на веществото, което се характеризира с определени качествени свойства. Изменението на агрегатното състояние се съпровожда със скокообразно изменение на свободната енергия, плътността, ентропията и други основни физически характеристики. Агрегатното състояние е следствие и резултат на фазов преход.
Агрегатните състояния на веществата са пет: твърдо, течно, газообразно, плазма и Бозе-Айнщайнова кондензация. Те зависят от налягането и температурата. При повишаване на температурата веществото се топи и преминава в течно състояние. Често дадено агрегатно състояние се нарича и фаза, затова при преминаване от едно в друго агрегатно състояние казваме, че настъпват фазови превръщания.

### Основни химични закони

#### Закон за запазване на масата
Законът за запазване на масата гласи, че масата на система от вещества е постоянна, независимо от процесите, протичащи в нея. Това е частен закон и важи само за химични взаимодействия. Съвременната наука показва, че е възможно при определени условия в затворена система да възникне масов дефект. Това означава, че независимо от процесите, които протичат масата на веществата преди и след реакцията е еднаква. Този закон е изведен от руския учен Михаил Ломоносов.

#### Закон за запазване на енергията
Законът за запазване на енергията е основен природен закон, изведен емпирически. Той гласи, че пълната енергия на една затворена система е константа по отношение на времето, т.е. се запазва с времето. Казано по друг начин, енергията може да се преобразува от една форма в друга, но не може да бъде създадена или унищожена.
Законът за запазване на енергията е универсален. Първият закон на термодинамиката изключва възможността за вечен двигател (перпетуум мобиле) от първи род. Днес понятието запазване на енергията се отнася за сумарната енергия на една система във времето. Тази енергия е съставена от всички форми на енергия, притежавани от системата.